# Heterotropus pyrus
Heterotropus pyrus är en tvåvingeart som beskrevs av Wray Merrill Bowden 1967. Heterotropus pyrus ingår i släktet Heterotropus och familjen svävflugor.
Artens utbredningsområde är Turkiet. Inga underarter finns listade i Catalogue of Life.